# براين رولستون
براين لي رولستون (وُلد في 21 فبراير 1973) هو لاعب هوكي جليد أمريكي محترف سابق، لعب آخر مرة مع فريق بوسطن بروينز في دوري الهوكي الوطني . فاز بكأس ستانلي مع نيوجيرسي ديفلز عام 1995، كما فاز بكأس العالم للهوكي عام 1996 مع منتخب الولايات المتحدة. مثل رولستون الولايات المتحدة ثلاث مرات في المنافسات الأولمبية لهوكي الجليد. في أولمبياد سولت ليك سيتي 2002، حصل على الميدالية الفضية. وُلد رولستون في مدينة فلينت بولاية ميشيغان، لكنه نشأ في آن آربر، ميشيغان. عمل كمدرب رئيسي لفريق ليتل سيزارز للهوكي 2001، بالإضافة إلى مساعدته لفريق ليتل سيزارز للهوكي 2005.

## مسيرته
في صغره، شارك رولستون في بطولتي كيبيك الدولية لهوكي الجليد للناشئين عامي 1985 و1987 مع فريقي ديترويت كومبوير وديترويت ريد وينغز للهوكي الجليدي للناشئين.